# سايشل غابرييل
سايشل سوزان غابرييل (بالإنجليزية: Seychelle Suzanne Gabriel)‏ (وُلدت في 25 مارس 1991 في بربانك، كاليفورنيا) هي ممثلة أفلام ومسلسلات تلفزيونية. معروفة لأفلامها الروح وآخر مسخر هواء وعسل 2 ومسلسل الرسوم المتحركة أسطورة كورا. وقد لعبت دور لورديس في السماوات المتساقطة.

## حياتها
وُلدت سايشل في بربانك، كاليفورنيا وهي ابنة ميشيل وغاي غابرييل. والدها من أصول مكسيكية وفرنسية في حين أن والدتها من أصول إيطالية. وقد تخرجت من مدرسة بربانك الثانوية.
سايشل قد ظهرت في دور الأميرة يوي في فيلم آخر مسخر هواء والمبني على مسلسل الرسوم المتحركة أفاتار: آخر مسخر هواء. وقد ظهرت أيضًا في فيلم عسل 2 والروح. حصلت على دور مساعد في مسلسل ويدز وظهرت في حلقة واحدة من زوي 101.
أُعلن في 7 مارس 2011 أن سايشل ستؤدي دور أسامي ساتو في مسلسل الرسوم المتحركة أسطورة كورا. وظهرت أيضًا في مسلسل الخيال العلمي السماوات المتساقطة بدور لورديس.

## أعمالها

### الأفلام
| العام | العمل            | الدور           | ملاحظات |
| ----- | ---------------- | --------------- | --- |
| 2008  | الروح            | ساريف رمال صغير | |
| 2010  | آخر مسخر هواء    | الأميرة يوي     | مرشحة - جائزة الفنان الصغير لأجل أفضل أداء في فيلم طويل (ممثلة صغيرة مساعدة) مرشحة - جائزة التوتة الذهبية for أسوأ ثنائي على الشاشة (مع الطاقم كله) |
| 2011  | عسل 2            | تينا            | |
| 2014  | جاباووكيز: تجديد | أليسون          | فيلم قصير |
| 2016  | خدعة             | هولي            | |

### التلفاز
| العام     | العمل              | الدور         | ملاحظات                   |
| --------- | ------------------ | ------------- | ------------------------- |
| 2007      | زوي 101            | فتاة جذابة    | حلقة: "ضلوع زوي"          |
| 2009      | ويدز               | أديليتا رييس  | 3 حلقات                   |
| 2010      | ميامي ميديكال      | لوسي          | حلقة: "ذراع وساق"         |
| 2011–2014 | السماوات المتساقطة | لورديس دلغادو | الطاقم الرئيسي؛ 38 حلقة   |
| 2012–2014 | أسطورة كورا        | أسامي ساتو    | أداء صوتي؛ الطاقم الرئيسي |
| 2013      | الانتقام           | ريجينا        | 4 حلقات                   |
| 2013      | مخيم قاع البحيرة   | بيني          | أداء صوتي؛ الطاقم الرئيسي |
| 2015      | جميلة وملتوية      | ماي           | فيلم تلفازي               |

### الويب
| العام | العمل | الدور        | ملاحظات               |
| ----- | ----- | ------------ | --------------------- |
| 2012  | الحي  | د. آن ستيفنز | أداء صوتي؛ مسلسل مصغر |

## وصلات خارجية
- سايشل غابرييل على موقع IMDb (الإنجليزية)
- سايشل غابرييل على موقع روتن توميتوز (الإنجليزية)
- سايشل غابرييل على موقع ألو سيني (الفرنسية)
- سايشل غابرييل على موقع أول موفي (الإنجليزية)
- سايشل غابرييل على موقع قاعدة بيانات الأفلام السويدية (السويدية)
- سايشل غابرييل على موقع قاعدة بيانات الفيلم (الإنجليزية)
- سايشل غابرييل على موقع كينوبويسك (الروسية)